# Sertularella geniculata
Sertularella geniculata är en nässeldjursart som beskrevs av Walter Douglas Hincks 1874. Sertularella geniculata ingår i släktet Sertularella och familjen Sertulariidae. Inga underarter finns listade i Catalogue of Life.